# True Blue (Madonna-dal)
A True Blue című dal az amerikai énekesnő Madonna 3. kimásolt kislemeze a harmadik True Blue című stúdióalbumáról, melyet a Sire Records jelentetett meg 1986. szeptember 10-én. A dalt Madonna és Steve Bray írták. A dal Madonna érzelmeivel foglalkozik, melyeket férje Sean Penn iránt érez. A dance-pop dalban ritmusgitár, szintetizátor, billentyűs hangszerek, és dobok szerepelnek. A fő kórust egy alternatív énekesekből álló trió támogatja, mely magában foglalja az akkor előrehaladását, mely általában a doo-woop zene.
A "True Blue" című dal egy könnyed, és aranyos dal, melyet a kritikusok kedvezően fogadtak. A dal az Egyesült Királyságban, Írországban, és Kanadában ért el első helyezést. Az Egyesült Államokban a dal a Billboard Hot 100-as listán a 3. helyet érte el. A videoklipben Madonna új külsővel, karcsú, sportosabb külsővel, sportos bozontos szőke hajjal jelent meg. A dalhoz egy alternatív változatot is készítettek az MTV "Make My Video" versenyén. A dalhoz kiválasztott videót az 1950-es évek inspirálta. A dalt Madonna a "Who's That Girl World Tour"  (1987), és a Rebel Heart Turnén (2015–2016) adta elő.

## Előzmények

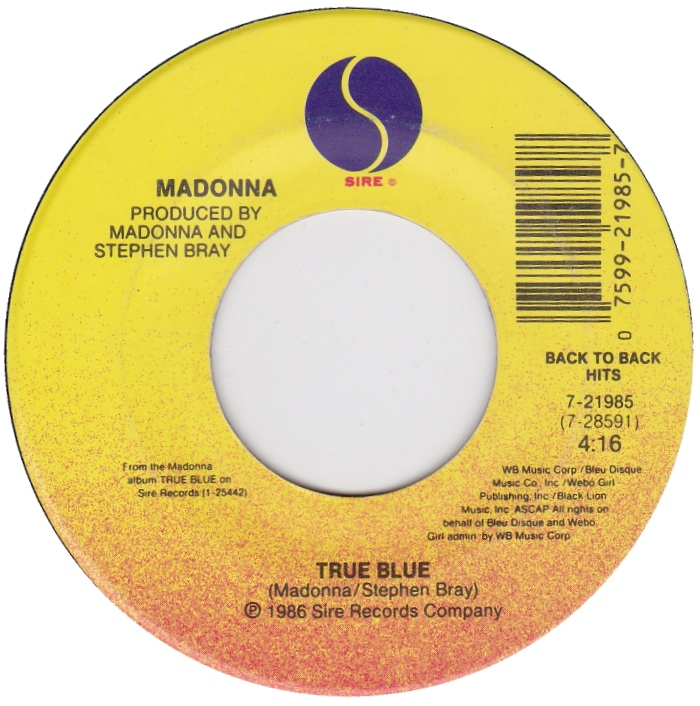
A "True Blue" kislemeze

Amikor Madonna elkezdett 1985 végén dolgozni új 3. stúdióalbumán, a "True Blue"-n, már kapcsolatban állt Sean Penn színésszel, akivel az év végén összeházasodtak. Ez volt az első olyan album, melyen Madonna producerként vett részt a munkálatokban, és hozzá akarta adni saját "kifinomultságát". Optimizmusa a dalokban is érezhető, beleértve a dalt is, melyet Stephen Bray-vel együtt készített. Madonna szerint a "True Blue" cím Penn kedvenc kifejezéséből áll, és a tiszta szeretetből áll. Egy interjúban Bray azt mondta Madonnáról: "Ő most nagyon szerelmes, és nyilvánvaló, hogy ha szerelmes, akkor szerelmes dalokat fog írni. Ha nem szerelmes, nyilván nem ír szerelmes dalokat". 2015-ben Madonna azt mondta, hogy a dal az igaz szerelemről szól. Nem tudtam miről beszélek, amikor írtam a dalt.

## Összetétel és dalszöveg
A „True Blue” egy dance-pop dal, melyet a Motown féle lánycsapatok ihlettek az 1960-as évekből, melyen Madonna nőtt fel szülővárosában, Detroitban. A dal B-dúrban van komponálva. A dalban négyszeres hangok vannak, általában a doo-woop használatában. A dal mérsékelt tempójú 118 BPM / perc ritmusú, mely ritmusgitárt, szintetizátort, billentyűs hangszereket és dobot tartalmaz. A I – vi – IV – V (B – G ♯ m – E – F ♯ alapszekvenciával, melynek mint a fő akkor a progressziója.
Madonna hangterjedélmének íve kicsit kevesebbek, mint másfél oktáv  F ♯ 3 B 4 . A kórus mögött csengőhangok, és alternatív verse áll: —„This time I know it’s true”— , melyet három közreműködő énekes énekel, és egy basszusgitár hang, mely követi a dalt, valamint bevezeti őt a második kórusba. A dalszövegek vers-kórus formában vannak felépítve, és témája Madonna-Penn közös érzelmein alapszik. A dalban a „dear” archaikus szerelmes szót használja, a „Just think back and remember” sorokban. A szerző Lucy O’Brien életrajzi könyvében úgy jellemezte Madonnát, mint egy ikon, és a dal a Dixie Cups 1964. évi Chapel of Love című dalra emlékezteti Siedah Garret énekesnővel együtt. A dalban Madonna lányos énekét Edie Lehman kíséri.

## Kritikák
David Sigerson a Rolling Stone-tól azt mondta a dalról: „A dal klasszikus ritmust, és rendkívül ígéretes címet ragad meg”. Madonna: An Intimate Biography című könyvében a szerző J. Randy Taraborrelli könnyed és szórakoztató dalnak írta le a dalt, és hozzátette, hogy az egész True Blue album szórakoztató, retró stílusú. Maruy Dean a Rock ’n’ Roll Gold Rush című könyvében azt mondta, hogy a dal az egyszerűség mesterműve, összefonva titkos bonyolultsággal. Rikky Rooksby a The Complete Guide to the Music of Madonna című könyvben elmondta, hogy a „True Blue” a „Shoo-Bee-Doo” (Like a Virgin) a szacharin uptempójú verziója telegrafált rímekkel...A dal amely pusztán aranyos, nem igazán felel meg saját címének az albumon. O’Brien a dalt „dalocskának” írta le, mely „schmaltzy nosztalgiát” tartalmaz Madonna meggyőző énekében, mely kortárssá teszi őt.
A The Wichita Eagle egyik beszámolója szerint a dal nem túl jó, hiszen az "páratlan és ivartalanított" a lemez többi dalához képest. Ugyanakkor Daniel Brogan A Chicago Tribune-től úgy vélte, hogy a dal jó, és lenyűgöző, mint az album többi része is. Sal Cinquemani a Slant magazintól hiteles visszalépésként a "lány együttesek korszakának" nevezi a dalt. Stephen Thomas Erlewine AllMusic úgy gondolja, hogy a "True Blue" volt Madonna trükkje,a dance-pop díva és a klasszikus pop lány befolyása között.

## Videóklip

### Hivatalos verzió
A "True Blue"-hoz két zenei videót forgattak. Az egyiket 1986 szeptemberének elején New Yorkban készítették, melyet James Foley rendezett, aki korábban már rendezte a Live to Tell és a "Papa Don’t Preach" című videókat is. A producerek Robert Colesberry és David Massar voltak. A fényképeket Michael Ballhaus készítette. A Foley-féle változatban Madonna három táncossal látható, és egy 1950-es évekbeli autóval, egy étkezőben. Madonna átalakított hajjal látható, mely a "Papa Don't Preach" című videóban is látható, kissé másképp. Haja platinaszőke, és előre megalkotott koreográfiával táncol, és énekel táncosaival, mint a rock n roll kultúrában.
A kék háttér napsütésre változik, amikor a The sun is bursting right out of the sky" dalszöveg hangzik el. Madonna két barátja Erika Belle és Debi Mazar is látható a videóban. A videó akkor jelent meg, amikor Madonna házassága kudarcot vallott Sean Penn színésszel. Ebben az időszakban Madonna a hagyományosabb divatra, és attitűdökre összpontosított, és megpróbálta a hagyományos nemi szerepeket tiszteletben tartani. Miután a "Live to Tell" klipben eltakarta korábbi szexi-cica és fiús jellegét, Madonna ismét új megjelenéssel rukkolt elő a videóban.

### Make My Video verseny
A Sire Records úgy döntött, hogy az Egyesült Államokban felkéri az MTV nézőit, hogy készítsék el saját videóikat a "True Blue" című dalhoz. A verseny 1986 őszén indult, és a Make My Video nevet kapta. A győztes meghívást kapott az MTV New York-i stúdiójában, ahol Madonna egy 25.000 dolláros csekket mutatott be élő adásban. Több ezer néző nyújtotta be a saját rögzített felvételeit, melyet elsősorban otthoni videóberendezéssel rögzítettek, és magukat, vagy rokonaikat mutatták be szereplőként. Az MTV publicistája Peter Danielson elmondta, hogy sok beadványban Madonnát utánzó tinédzserek voltak láthatóak. A nevezés folyamatosan zajlott, és ugyanazt a dalt játszották újra és újra egész nap, de minden alkalommal más videóval, melyet a döntősök készítettek. Lisa A. Lewis elmondta, hogy ez az esemény hangsúlyozta a Madonna különféle közönségre gyakorolt hatását a verseny népszerűsége és reakciója miatt. Az MTV tíz döntőst választott, elsősorban a népszerűségi színvonal alapján, nem pedig a produkció simasága, vagy a koncepció kreativitása alapján.
A versenyt Angel Garcia és Cliff Guest nyerte, akik 1000 dollárnál kevesebbet költöttek a forgatásra. (Ez 2019-ben 2332 dollárnak felelne meg), és 25.000 dollár pénznyereményt vehettek át. (2019-ben ez 58.211 dollárnak felelne meg). A klipben a női főszereplő mellett barátnői és öt férfi szereplő látható. A klipet Anabel Garcia rendezte. A klipben a lány a fiú ajtaja felé megy, és virágokat ad neki, megfordítva ezzel a szokásos nemi alapú ajándékozási mintát. A férfi főszereplő "tökéletes fiúként" szerepel (Willam Fitzgibbon játssza), aki érzékeny, és figyelmes, és ravasz is. A videó ellentétes egy önközpontú fiúval, aki napszemüveget hord, és bőrkabátját a válla fölé dobja, amikor távozik a lánytól. Más videókban a tengerésznek öltözött lányt ábrázolják, úgy mint Tina Turner 1984 évi kislemezében a "What's Love Got to do With It" címűben.

## Sikerek
A "True Blue" 1986 októberében jelent meg az Egyesült Államokban, és a Billboard Hot 100-as listán a 40. helyen debütált. Hat héttel később a 3. helyezést érte el, és három egymást követő héten keresztül volt ezen a helyen. Összesen 16 hetet töltött a slágerlistán. A dal szintén előkelő helyezést ért el a többi Billboard slágerlistán. Az 5. helyen szerepelt az Adult Contemporary listán, és a 6. volt a Hot Dance Club Songs listán. 1998 októberében arany minősítést kapott a dal az Amerikai Hanglemezgyártók Szövetsége által az eladott 500.000 eladott példányszám alapján. Kanadában a dal a 84. helyezést érte el az RPM listán 1986. szeptember 27-én. Novemberben egy hétig volt slágerlistás első helyezés, és 23 hétig volt a listán. Az év végi összesített listán a 37. helyet érte el.
Az Egyesült Királyságban a dal 1986. szeptember 29-én jelent meg, és a 3. helyen debütált a kislemezlistán. Az országban ez volt Madonna harmadik első helyezést elért kislemeze. A dal arany minősítést kapott a Brit Hanglemezgyártók Szövetsége által. A hivatalos értesülések szerint a kislemezből 557.000 példányszámot értékesítettek 2016 augusztusáig. A dal Írországban két hétig volt lista első, így az országban a dal 1986 októberében a negyedik No. 1. slágere lett az énekesnőnek. Ausztráliában, Új-Zélandon, és Dél-Afrikában a dal Top 5-ös helyezett volt, és az Ausztrál Hanglemezgyártók Szövetsége (ARIA) platina tanúsítvánnyal díjazta az eladott 70.000 példányt. Európában a dal az Eurochart Hot 100-as lista élvonalában szerepelt egy hétig 1986 októberében. Top 5-ös volt Belgiumban és Hollandiában, és Top 10-es Ausztriában, Franciaországban, Németországban, és Svájcban.

## Élő előadások

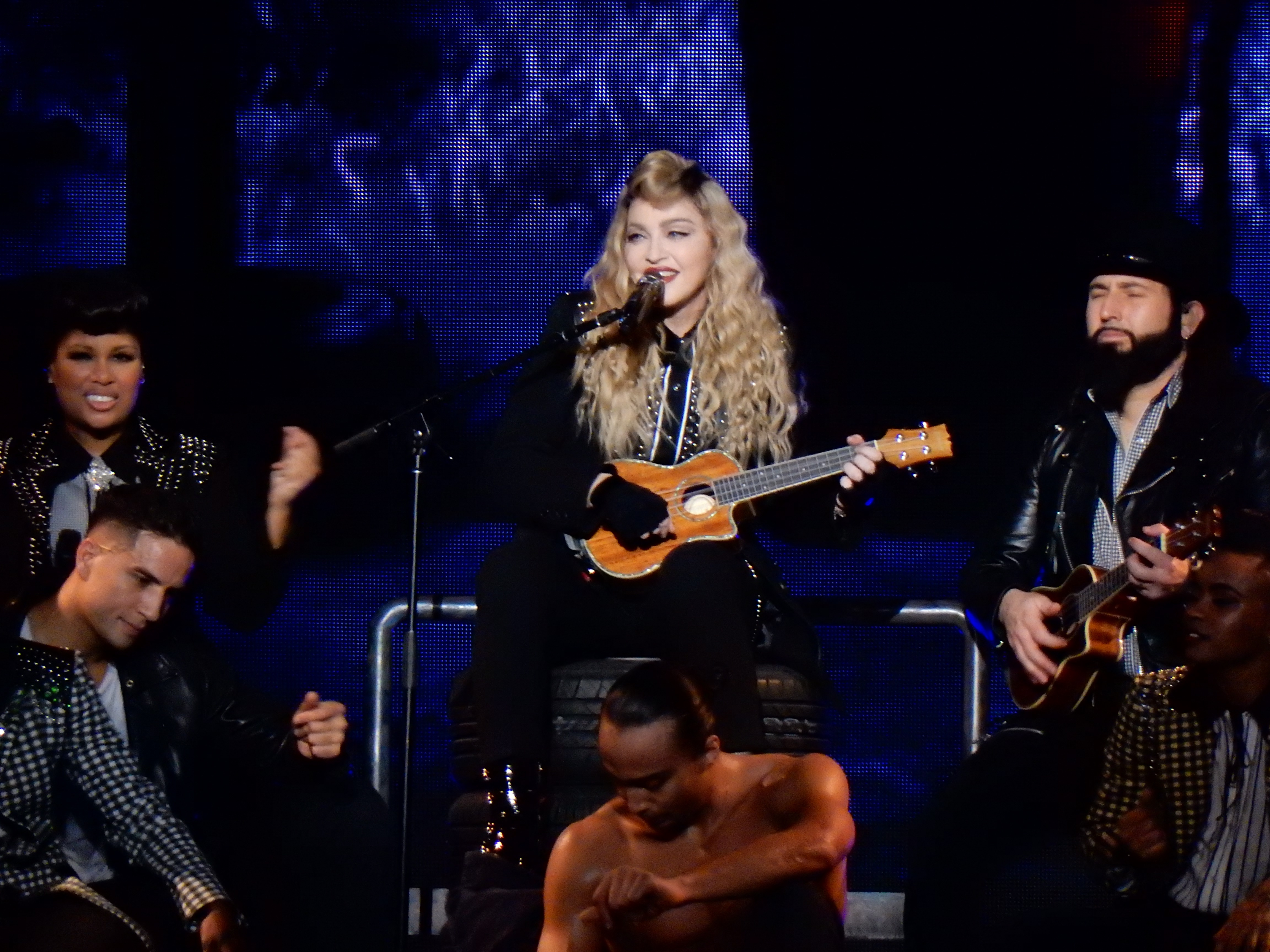
A "True Blue" előadása a Rebel Heart turnén Párizsban (2015)

Madonna a dalt először az 1987-es Who’s That Girl World Tour-on adta elő a "Lucky Star" befejezése után, kék színű selyemruhában. A dal zenei videójához hasonló háttérrel Madonna énekesekkel a színpadon adta elő a dalt, akik barátnői szerepét játszották. A dal végén két férfi táncos kérte fel táncolni. Ezt a dalt, mint sok mást is, Jeffrey Hornaday koreográfussal együtt készítette, aki az 1983-as Flashdance című filmen is dolgozott. A turnén előadott dalnak két féle változata létezik. Az egyik a Japánban felvett változat, melyet 1987. június 22-én rögzítettek, a másik pedig a Ciao Italia: Live in Italy című kiadványon szereplő Olaszországban felvett változat, melyet 1987. szeptember 4-én rögzítettek.
Madonna a dalt nem adta elő a Rebel Heart Tour részeként 2015–2016-ban. Azonban előadta a dal akusztikus ukulele féle változatot egy gumiabroncs tetején ülve, miközben a tömeget kérte, hogy énekeljen vele. A Daily News-től Jim Farber úgy érezte az előadás során, hogy Madonna ritka őszinteséggel volt a közönség felé. Glenn Gamboa a Newsday-től úgy gondolta, hogy a "True Blue" akusztikus változata tele van Madonna érzelmeivel, és egyenes utat mutat a romantika felé. Az előadást Ausztráliában, Sydney-ben rögzítették 2016. március 19-20-án, mely megjelent a Rebel Heart Tour című ötödik koncertalbumon.

## Számlista
| - 7" Single (Europe) 1. "True Blue" (Remix/Edit) – 4:22 2. "Holiday" (Edit) – 3:50 - 7" Single (Japan/US) 1. "True Blue" – 4:16 2. "Ain't No Big Deal" – 4:12 - 7" Single (Re-Issue) 1. "True Blue" – 4:16 2. "Live to Tell" – 4:37 - 12" Single (UK) 1. "True Blue" (Extended Dance Version) – 6:37 2. "Holiday" (Full Length Version) – 6:08 | - 12" Maxi-Single (US) 1. "True Blue" (The Color Mix) – 6:37 2. "True Blue" (Instrumental) – 6:56 3. "True Blue (Remix/Edit) – 4:22 4. "Ain't No Big Deal" – 4:12 - Germany / UK CD Maxi Single (1995) 1. "True Blue" (The Color Mix) – 6:37 2. "Holiday" – 6:10 - CD Super Club Mix (Australia/Japan) 1. "True Blue" (The Color Mix) – 6:37 2. "Everybody" (Dub Version) – 9:23 3. "Papa Don't Preach" (Extended Remix) – 5:45 4. "Everybody" (Extended Version) – 5:56 5. "Live to Tell" (Instrumental Version) – 5:49 |

## Közreműködő személyzet
- Madonna  – dalszövegek , producer , ének
- Steve Bray  – dobok , billentyűzetek , dalszövegek, producer
- Bruce Gaitsch – ritmusgitár
- Fred Zarr  – billentyűs hangszerek
- Steve Peck – mérnök
- Shep Pettibone  – remixek
- Ritts gyógynövény  – fénykép
- Jeri McManus – dizájn / grafika

## Slágerlista
| Slágerlista (1986–87)                 | Legjobb helyezések |
| ------------------------------------- | ------------------ |
| Australia (Kent Music Report)         | 5                  |
| Ausztria (Ö3 Austria Top 40)          | 9                  |
| Belgium (Ultratop 50 Flanders)        | 2                  |
| Kanada Top Singles (RPM)              | 1                  |
| Europe (European Hot 100 Singles)     | 1                  |
| Franciaország (Single Top 100)        | 6                  |
| Németország (Media Control Charts)    | 6                  |
| Iceland (RÚV)                         | 4                  |
| Írország(IRMA)                        | 1                  |
| Hollandia (Top 40)                    | 4                  |
| Hollandia (Single Top 100)            | 4                  |
| Új-Zéland (Recorded Music NZ)         | 3                  |
| Poland (LP3)                          | 2                  |
| Spain (AFYVE)                         | 12                 |
| Svédország (Sverigetopplistan)        | 18                 |
| Svájc (Schweizer Hitparade)           | 6                  |
| Egyesült Királyság (UK Singles Chart) | 1                  |
| US Billboard Hot 100                  | 3                  |
| US Adult Contemporary (Billboard)     | 5                  |
| US Hot Dance Club Songs (Billboard)   | 6                  |

| Slágerlista (1986)                   | Helyezések |
| ------------------------------------ | ---------- |
| Australia (Kent Music Report)        | 45         |
| Canada Top Singles (RPM)             | 31         |
| Europe (European Hot 100 Singles)    | 33         |
| Netherlands (Single Top 100)         | 19         |
| UK Singles (Official Charts Company) | 10         |
| US Billboard Hot 100                 | 76         |

## Minősítések
| Ország                   | Minősítés | Eladás  |
| ------------------------ | --------- | ------- |
| Egyesült Királyság (BPI) | arany     | 557.000 |
| Japán (Oricon)           |           | 5.170   |
| Franciaország (SNEP)     | ezüst     | 250.000 |
| Egyesült Államok (RIAA)  | arany     | 500.000 |
| Ausztrália (ARIA)        | platina   | 70.000  |